# Skövde (stad)
Skövde is de hoofdstad van de gemeente Skövde in het landschap Västergötland en de provincie Västra Götalands län in Zweden. De plaats heeft 38.106 inwoners (2018) en een oppervlakte van 1978 hectare.

## Geografie
Skövde ligt in het gebied tussen de twee grootste meren van Zweden: het Vänermeer en Vättermeer. De stad is gedeeltelijk op de oostelijke hellingen van Billingen gebouwd.

## Verkeer en vervoer
Bij de plaats lopen de Riksväg 26, Riksväg 49, Länsväg 194 en Länsväg 200.
De spoorlijn Västra Stambanan loopt sinds de jaren 90 van de 19de eeuw door Skövde. Deze spoorlijn zorgde voor een grote stijging van het inwoneraantal en de industrie in de stad. De stad heeft een station op de spoorlijnen Stockholm - Göteborg en Skövde - Karlsborg en vroeger tevens op de spoorlijn Skövde - Axvalls Järnväg.

## Sport
In 2002 was Skövde een van de speelsteden tijdens het EK handbal (mannen). Skövde AIK is de lokale voetbalclub.

## Geboren in Skövde
- Alfred Grenander (1863), architect
- Tim Sköld (1966), gitarist/bassist
- Michael Lerjéus (1973), voetbalscheidsrechter
- Stefan Adamsson (1978), wielrenner
- Jonas Ljungblad (1979), wielrenner
- David Johansson (1982), voetballer
- Oscar Wendt (1985), voetballer
- Johan Mårtensson (1989), voetballer
- Mike Perry, dj

## Onderwijs
De in de stad gelegen Hogeschool van Skövde heeft circa 8300 studenten, 300 medewerkers en 6 faculteiten.